# Vileda
Vileda GmbH — немецкая компания по производству продукции для уборки помещений со штаб-квартирой в Вайнхайме.

## История
Бренд Vileda принадлежит бизнес-подразделению Freudenberg Home and Cleaning Solutions (FHCS) компании Freudenberg Group.
Истоки компании восходят к приобретению в 1849 году кожевенного завода Heintze und Sammet в Вайнхайме Карлом Иоганном Фройденбергом (нем. Carl Johann Freudenberg). В 1936 году компания взяла на себя процесс производства синтетической кожи у Карла Людвига Ноттебома (нем. Carl Ludwig Nottebohm). В 1948 году, после дальнейшего развития процесса, начались продажи салфеток для мытья стёкол Vileda Fenstertuch.
Основание в 1962 году сбытовой компании Vileda GmbH позволило компании Freudenberg быстро создать общенациональную сеть продаж.
Подразделение Freudenberg Home and Cleaning Solutions (FHCS) имеет собственную сеть продаж в более чем 35 странах. Продукция известна в отдельных странах под торговыми марками Vileda, O-Cedar, Wettex, Gala, Marigold, SWASH и Gimi.
Помимо брендов Vileda для потребителей, существует также бренд Vileda Professional для профессиональной уборки. С 2014 по 2017 год существовал бренд Vileda Home.

## Продукция
Под брендом Vileda выпускаются модульные тележки, средства для уборки пола, средства для протирки поверхностей, губки, абразивы, перчатки, мусорные контейнеры, системы для мытья окон, наборы для уборки и очистки помещений, медицинские объекты и т. п. Бренды Vileda для потребителей:
- Fenstertuch (1948)
- Glitzi-Topfreiniger (1965)
- Mocio-Wischmopp (1985)
- UltraMat (2008)